# Бад Зоден-Залминстер
Бад Зоден-Залминстер (њем. Bad Soden-Salmünster) град је у њемачкој савезној држави Хесен. Једно је од 28 општинских средишта округа Мајн-Кинциг. Према процјени из 2010. у граду је живјело 13.547 становника. Посједује регионалну шифру (AGS) 6435002.

## Географски и демографски подаци
Бад Зоден-Залминстер се налази у савезној држави Хесен у округу Мајн-Кинциг. Град се налази на надморској висини од 157-450 метара. Површина општине износи 58,6 km². У самом граду је, према процјени из 2010. године, живјело 13.547 становника. Просјечна густина становништва износи 231 становника/km².

## Међународна сарадња
| Мјесто | Држава    | Врста сарадње | Од    |
| ------ | --------- | ------------- | ----- |
|        | Француска | партнерство   | 1996. |
| Извор  |           |               |       |